# Дженап Шахабеттин
Дженап Шахабеттин (распространённые варианты Дженаб Шахабеддин, Дженаб Шехабеддин, 21 марта 1870, Манастыр — 12 февраля 1934, Стамбул) — османский и турецкий поэт и писатель

.

## Биография
Родился 21 марта 1870 года в городе Манастыр. Отец будущего поэта погиб в ходе русско-турецкой войны 1877-78 годов.
Семья Шахабеддина переехала в Стамбул. Там он окончил частную школу, управляемую принявшими ислам иудеями. После этого учился в ряде военно-медицинских образовательных учреждений, последнее из которых, Askeri Tıbbiye, он окончил в 1889 году со званием военного врача в звании капитана. В начале 1890-х годов отправился во Францию для изучения дерматологии. Через 4 года, после окончания учёбы, вернулся на родину и начал работать в стамбульском госпитале Хайдар-паши.
Через некоторое время по собственной просьбе был переведён в Мерсин, затем на Родос. В 1896 году по работе посетил Джидду.
Умер 12 февраля 1934 года в Стамбуле.

### Творчество
Писать стихи начал в 14 лет под влиянием Мустафы Асыма Эфенди и Муаллима Наджи. Стиль его первых произведений являлся подражанием другим поэтам. В 1886 году выпустил свой первый сборник стихов «Tamat».